# Henri Le Fauconnier
Henri Victor Gabriel Le Fauconnier (Hesdin, 5 de julio de 1881 - París, 25 de diciembre de 1946) fue un pintor cubista francés.
Después de haber estudiado derecho en París, Le Fauconnier estudió pintura en el taller de Jean-Paul Laurens, antes de incorporarse a la Académie Julian. En 1904 expuso en el Salon des indépendants, una exposición de arte que se presenta anualmente en París desde 1884. En la exposición, junto a Henri Matisse, llevó a cabo la aplicación de colores llamativos en línea. En 1907, Le Fauconnier se trasladó a Bretaña y pintó los paisajes rocosos de Ploumanac'h, caracterizados por tonos escarmentados de marrón y verde con bordes gruesos que delimitan las formas simplificadas.
Le Fauconnier exploró un estilo personal en el cual incorporó retratos o desnudos, como el de Pierre Jean Jouve en 1909 (París, Museo Nacional de Arte Moderno).
De vuelta en París, Le Fauconnier mezcla lo artístico y lo literario recopilado del restaurante La Closerie des Lilas, en Montparnasse, por Paul Fort.
Murió en París, el 25 de diciembre de 1946.

## Obras
- Les Montagnards attaqués par des ours,  Escuela de Diseño de Rhode Island.
- Femme nue dans un intérieur, Museo de Bellas Artes de Lyon
- Vieille femme, Palais des Beaux-Arts de Lille
- L’Église de Grosrouvre, Museo de Bellas Artes de Lyon
- L’Enfant breton, Museo de Bellas Artes de Lyon
- Nature morte aux fleurs, Museo Departamental de Oise
- Paysage, Museo de Bellas Artes de Lyon
- Portrait de vieille femme, Museo de Bellas Artes de Lyon
- Maisons dans les rochers à Ploumanac'h, Museo de Bellas Artes de Brest